# George Gordon, 1:e markis av Huntly
George Gordon, 6:e earl och 1:e markis av Huntly, född 1562, död den 13 juni 1636, var en skotsk adelsman, son till George Gordon, 5:e earl av Huntly, far till George Gordon, 2:e markis av Huntly.
Huntly var från 1583 huvudman för det romersk-katolska partiet i Skottland och bedrev med detta och kungen av Spanien ideliga stämplingar för protestantismens utrotande i Skottland. Han slog 1594 en kunglig här under Argyll, men måste 1595 fly ur landet; återkommen 1596, upptogs han följande år högtidligen i det presbyterianska kyrkosamfundet och blev 1599 utnämnd till markis och styresman över de norra provinserna. Denna befattning fråntogs honom 1630 av Karl I, då den med få avbrott innehafts i släkten i 160 år.